# Wickerhamomyces alni
Wickerhamomyces alni är en svampart som först beskrevs av Phaff, M.W. Mill. & M. Miranda, och fick sitt nu gällande namn av Kurtzman, Robnett & Basehoar-Powers 2008. Wickerhamomyces alni ingår i släktet Wickerhamomyces, ordningen Saccharomycetales, klassen Saccharomycetes, divisionen sporsäcksvampar och riket svampar.   Inga underarter finns listade i Catalogue of Life.